# Litoralia bothropica
Litoralia bothropica is een hooiwagen uit de familie Cosmetidae.